# PMA-3 (mine)

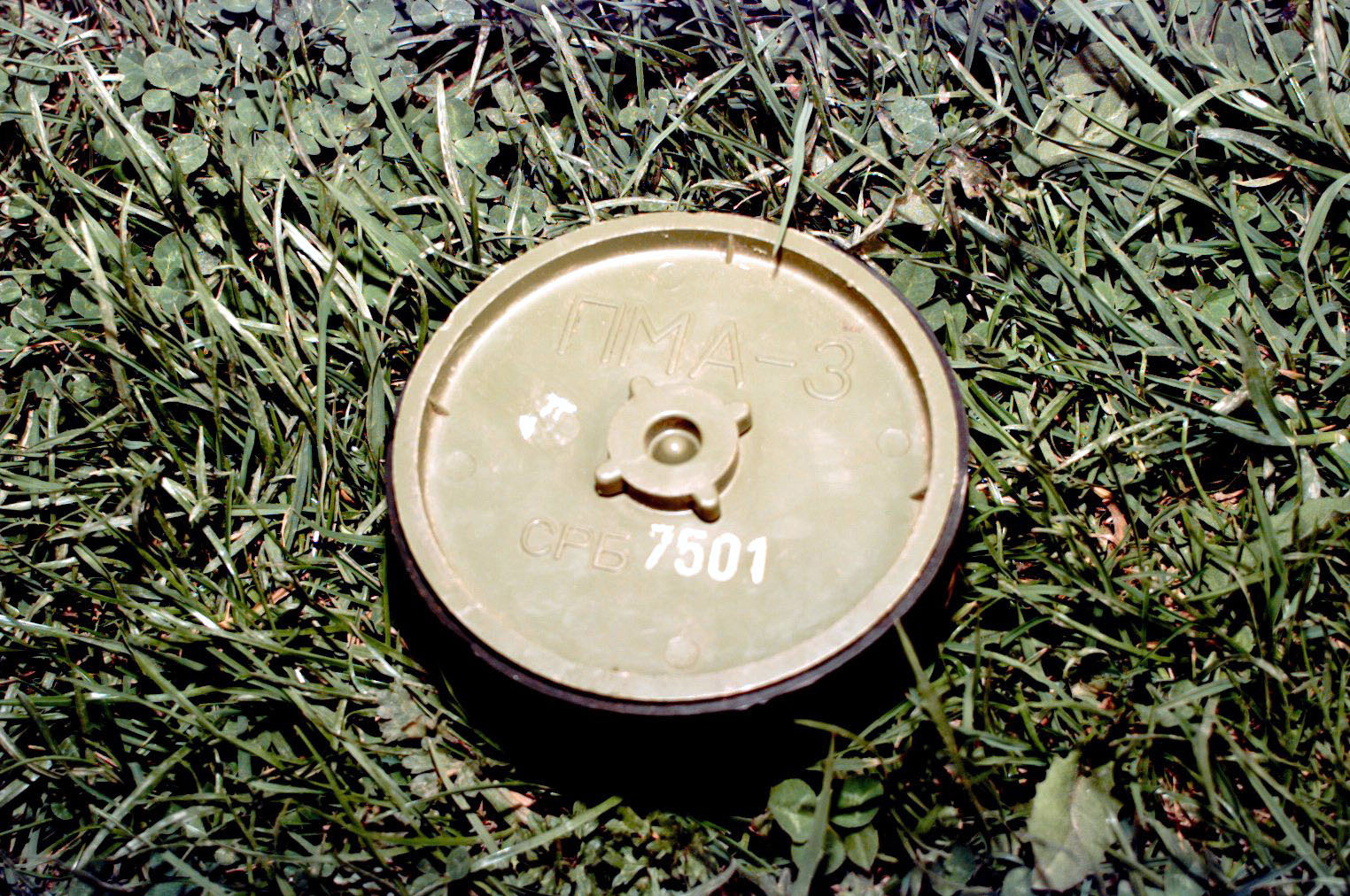
Vue du dessous d’une mine terrestre PMA-3. Remarquez le bord du couvercle en caoutchouc et le bouchon central du détonateur.

La mine PMA-3 est une mine antipersonnel yougoslave résistante aux explosions. Elle est circulaire, composée d’une moitié supérieure et d’une moitié inférieure en plastique, reliées entre elles par un couvercle en caoutchouc. Un collier de sécurité est normalement enroulé autour de l’extérieur de la mine, empêchant la moitié supérieure de la mine de s’incliner pendant le transport. Une fois la mine déployée, le collier de sécurité est retiré. Une pression suffisante sur la surface supérieure de la mine provoque son inclinaison. L’inclinaison entraîne une goupille à travers un composé pyrotechnique sensible au frottement, qui déclenche le détonateur, puis la charge explosive principale.
La pression directe vers le bas n’a pas le composant de cisaillement nécessaire pour déclencher la mine, ce qui donne à la mine une résistance à l’explosion, car la surpression de l’explosion s’exerce uniformément sur la surface supérieure de la mine.
La mine a un contenu explosif relativement faible, elle mutilera donc plutôt que de tuer. Sa résistance aux explosions combinée à l’absence de métal dans la mine la rend extrêmement difficile à déminer.
On trouve des mines PMA-3 dans des champs de mines en Albanie, en Bosnie, au Cambodge, au Tchad, au Chili, en Croatie, en Serbie, au Liban, en Namibie et au Pérou.

## Spécifications
- Hauteur : 40 mm
- Diamètre : 111 mm
- Masse : 0.18 kg
- Contenu explosif : 35 grammes de tétryl ou éventuellement de TNT